# Ruth Ann Minner
Ruth Ann Minner (Slaughter Neck, 17 de janeiro de 1935 – 4 de novembro de 2021) foi uma empresária e política dos Estados Unidos. Exerceu o cargo de governadora de Delaware, sendo eleita pelo Partido Democrata.

## Morte
Minner morreu em 4 de novembro de 2021.